# Enfleurage
Enfleurage (von französisch „Blumenduftgeben“) ist ein Verfahren zur Gewinnung von Pomaden aus Blüten durch die Absorption der Duftstoffe mit Fett.

## Enfleurage à froid
Frisch geerntete Blüten werden vorsichtig auf mit Fett bestrichene Glasplatten (oder auf Gitter oberhalb dieser Glasplatten) gestreut. Nach einigen Tagen werden die Blüten entfernt und durch neue ersetzt. Dieser Vorgang wird etwa drei Monate lang wiederholt, bis die Fettschicht reichlich mit dem ätherischen Öl der Blüten gesättigt ist, man nennt dieses Zwischenprodukt Pomade. Schließlich wird das Duftöl durch Auswaschen der Glasplatten (Extraktion des Fettes) mit Alkohol vom Fett getrennt.
Überwiegend wird als Fett Schweine- oder Rinderschmalz verwendet, wobei auf dessen Geruchlosigkeit geachtet werden muss (das Auswaschen des Fettes wird vor der ersten Verwendung so oft wiederholt, bis alle störenden Aromastoffe entfernt sind). Außerdem kann auch besonders vorsichtig (kalt) gepresstes und daher geruchloses Olivenöl (nativ extra) verwendet werden.
Vorteil der Enfleurage ist, dass nur die flüchtigen Duftöle gewonnen werden und nicht andere alkohollösliche Extrakte aus den Blüten. Sie wird auch angewandt, wenn die Duftöle hitzeempfindlich sind und bei einer Destillation oder Wasserdampfdestillation Schaden nehmen würden.
Je nachdem wie oft die Blüten erneuert wurden (z. B. 33-mal auswechseln), nennt man das Produkt Pomade Nr. 33. Das so erhaltene reine Blütenöl nennt sich Essence absolue d’enfleurage und ist extrem teuer.

## Enfleurage à chaud
Die Enfleurage à chaud, auch Mazeration, ist im Vergleich zur Enfleurage à froid die schnellere Technik. Dabei werden Fett und Blüten zusammen verrührt und später auf etwa 60 °C erhitzt. Nach jedem Erhitzungsvorgang werden die Blüten ausgetauscht. Wie bei der Gewinnung mit kaltem Fett wird auch hier das Öl durch Alkohol vom Fett getrennt.